# Aethionema szowitsii
Aethionema szowitsii är en korsblommig växtart som beskrevs av Pierre Edmond Boissier. Aethionema szowitsii ingår i släktet Aethionema och familjen korsblommiga växter. Inga underarter finns listade i Catalogue of Life.